# Riu Frainós
El riu Frainos, també conegut com a riu de Penàguila, és un riu que naix a la serra d'Aitana. Travessa els termes municipals d'Alcoleja, Penàguila i Benilloba, abans de desembocar en el riu Serpis, del qual és l'afluent més important.
El seu principal afluent és el riu Seta.